# Dave Schärer
Dave Schärer (eigentlich David Henry Schärer; * 15. Oktober 1942) ist ein ehemaliger britischer Hürdenläufer, der sich auf die 400-Meter-Distanz spezialisiert hatte.
1970 wurde er für England startend bei den British Commonwealth Games in Edinburgh mit seiner elektronisch gestoppten Bestzeit von 51,17 m Fünfter. Bei den Leichtathletik-Europameisterschaften 1971 in Helsinki schied er im Vorlauf aus.
Seine handgestoppte Bestzeit von 50,8 s stellte er am 26. Juni 1971 in London auf.